# Zdwyż
Zdwyż (ukr. Здвиж) – rzeka na Ukrainie, prawy dopływ Teterewa.
Długość rzeki wynosi 145 km, a powierzchnia dorzecza – 1775 km².